# Nina E. Allender
Nina Evans Allender, nome alla nascita Nina Evans, (Auburn, 25 dicembre 1873 – Plainfield, 2 aprile 1957), è stata un'attivista, artista e una cartonista per i diritti delle donne statunitense.
Ha studiato arte negli Stati Uniti e in Europa con William Merritt Chase e Robert Henri. Ha lavorato come organizzatrice, relatrice e attivista per il suffragio femminile ed è stata la "fumettista ufficiale" per le pubblicazioni del National Woman's Party, creando quella che divenne nota come la "Allender Girl".

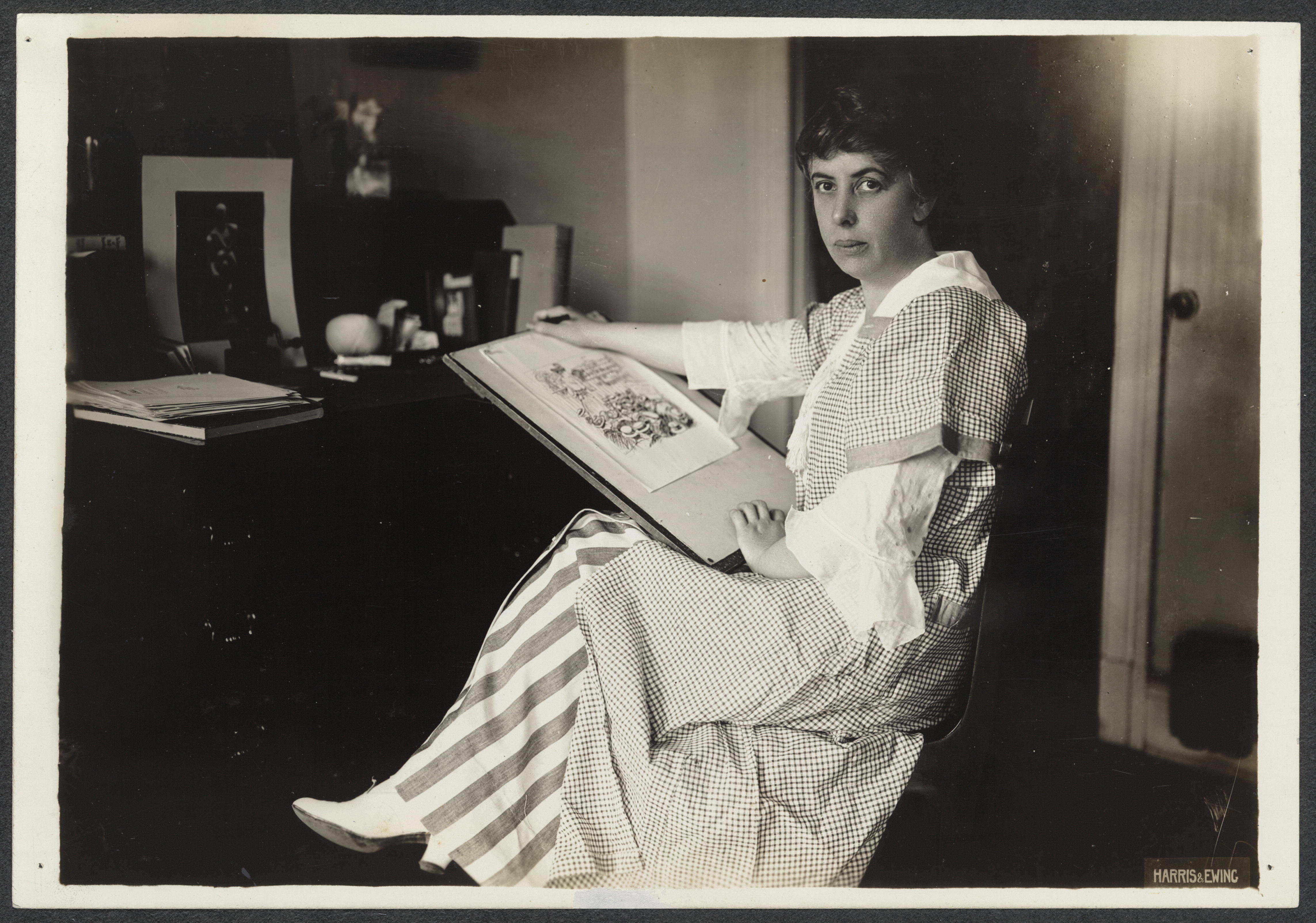
Nina E. Allender alla scrivania

## Biografia

### Contesto
Nina Evans nacque il giorno di Natale, il 25 dicembre 1873, ad Auburn, nel Kansas. Non è certo se il suo anno di nascita sia il 1872 o il 1873. Un passaporto di Nina Evans Allender (artista, nata ad Auburn, Kansas e residente a Washington, D.C.) afferma che è nata il 25 dicembre 1873. Suo padre, David Evans, era dalla Contea di Oneida, New York, e si trasferì in Kansas, dove lavorò come insegnante prima di diventare sovrintendente delle scuole. Sua madre, Eva Moore, era un'insegnante in una scuola della prateria.
Gli Evans vivevano a Washington nel settembre 1881, quando Eva Evans lavorava presso il Dipartimento degli interni come impiegata presso il Land Office. Lavorò lì fino all'agosto 1902, e fu una delle prime donne ad essere impiegata dal governo federale. David Evans lavorò presso il Dipartimento della Marina degli Stati Uniti come impiegato ed è stato un poeta e scrittore di racconti. Morì il 13 dicembre 1906 e fu sepolto nell'Arlington National Cemetery.

### Matrimonio
Nel 1893, all'età di 19 anni, Nina Evans sposò Charles H. Allender.  Alcuni anni dopo, secondo quanto riferito, Charles Allender rubò una somma di denaro dalla banca dove lavorava e scappò con un'altra donna. Abbandonata dal marito, Nina fece causa a Charles per il divorzio nel gennaio 1905, adducendo l'infedeltà. Il loro divorzio fu concesso quell'anno.

### Anni centrali e successivi

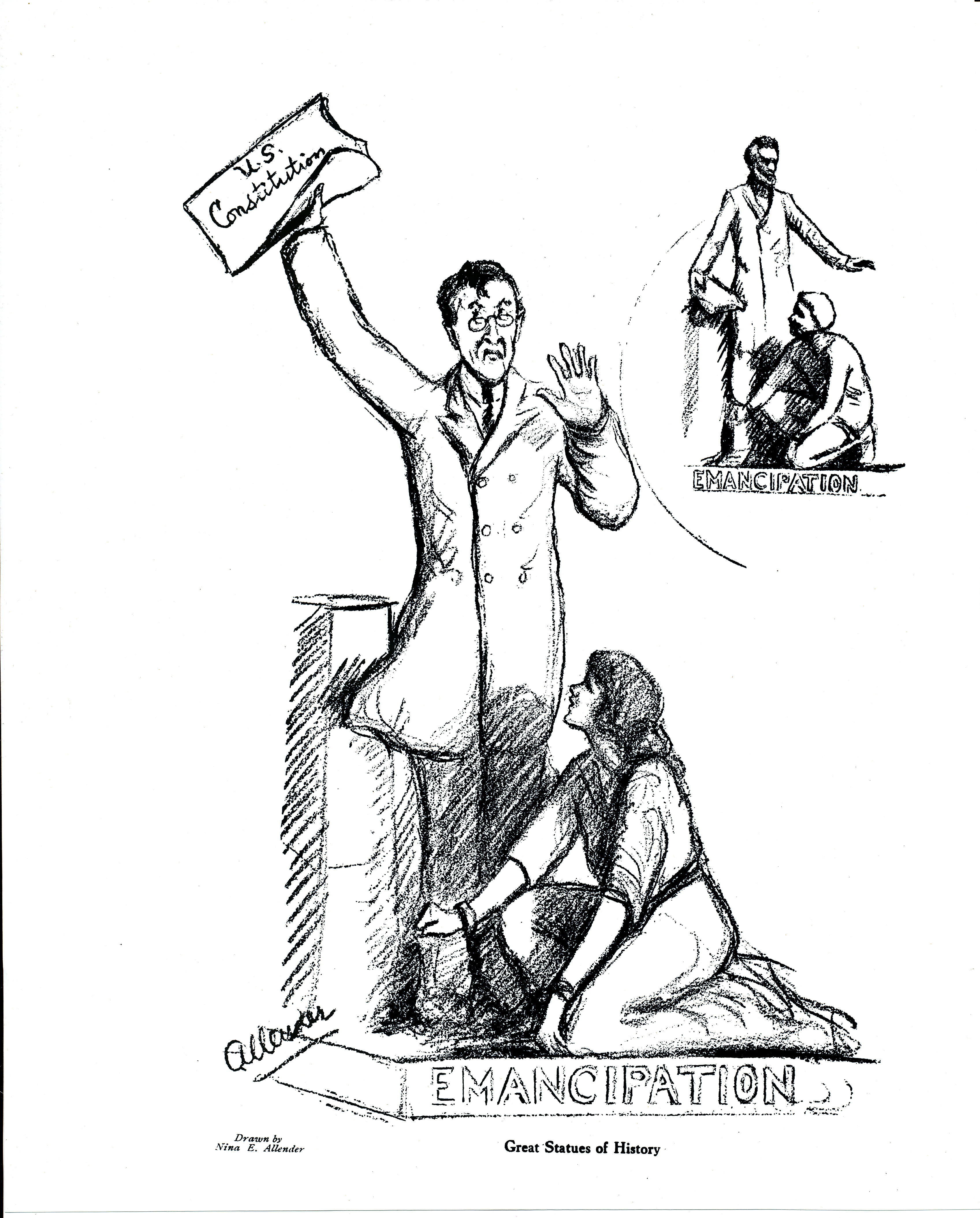
"Grandi Statue della Storia", 1915

Intorno al 1906 fu dipinto il suo ritratto con il collega artista Charles Sheeler da Morton Livingston Schamberg. In precedenza era nella collezione della Corcoran Gallery of Art di Washington, D.C., e quando quel museo chiuse fu trasferito alla National Gallery of Art. Dopo aver passato alcuni anni all'estero studiando arte, la Allender lavorò presso il Dipartimento del Tesoro e il Government Land Office a Washington, D.C. Visse a Washington nel 1916 gestendo uno studio d'arte a New York nel 1917.
Nel 1942 si trasferì a Chicago, Illinois, dove rimase per oltre un decennio. Nel 1955 si trasferì a Plainfield, nel New Jersey, dove risiedeva una nipote, la signora Frank Detweiler (Joan). Morì nella casa di sua nipote a Plainfield il 2 aprile 1957.

## L'arte e il suffragio femminile

### Educazione e stile
Si iscrisse ai corsi del Corcoran Museum of Art e poi studiò con Robert Henri e William Merritt Chase alla Pennsylvania Academy of the Fine Arts dalla primavera del 1903 al 1907. Trascorse l'estate del 1903 in una tournée estiva di pittura diretta da Chase. Aderì alla tournée estiva di pittura in Italia di Robert Henri nel 1905. Considerava William Merritt Chase e Robert Henri come suoi mentori. Durante un viaggio di studio in Europa divenne buona amica dei pittori modernisti Charles Sheeler e Morton Schamberg. A Londra fu allieva di Frank Brangwyn. Le opere della Allender, in una mostra della Washington Society of Artists nel 1909, furono descritte come "alcuni eccellenti piccoli quadri di neve".

### Suffragio femminile

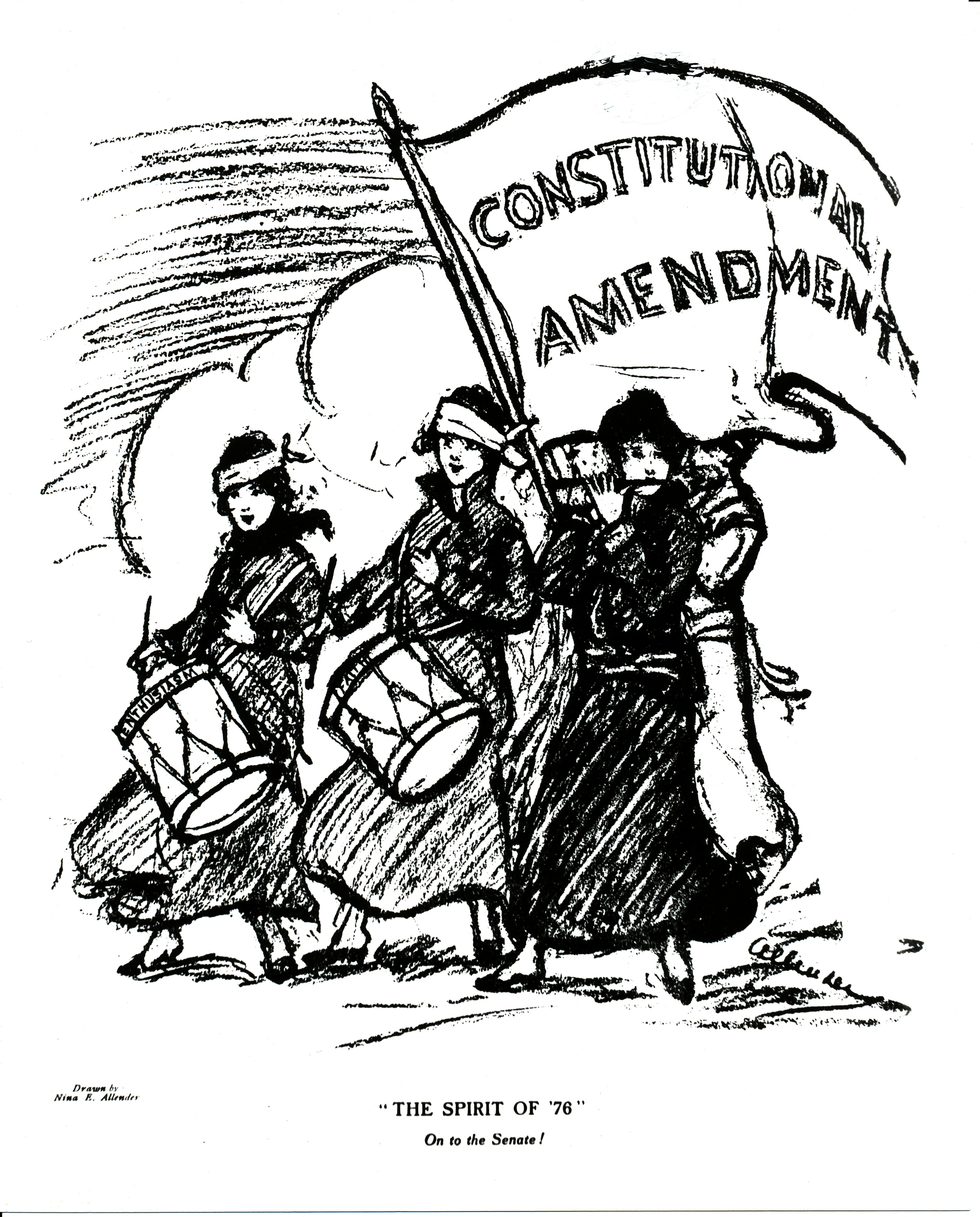
"Lo Spirito del '76'. Al Senato!", 1915

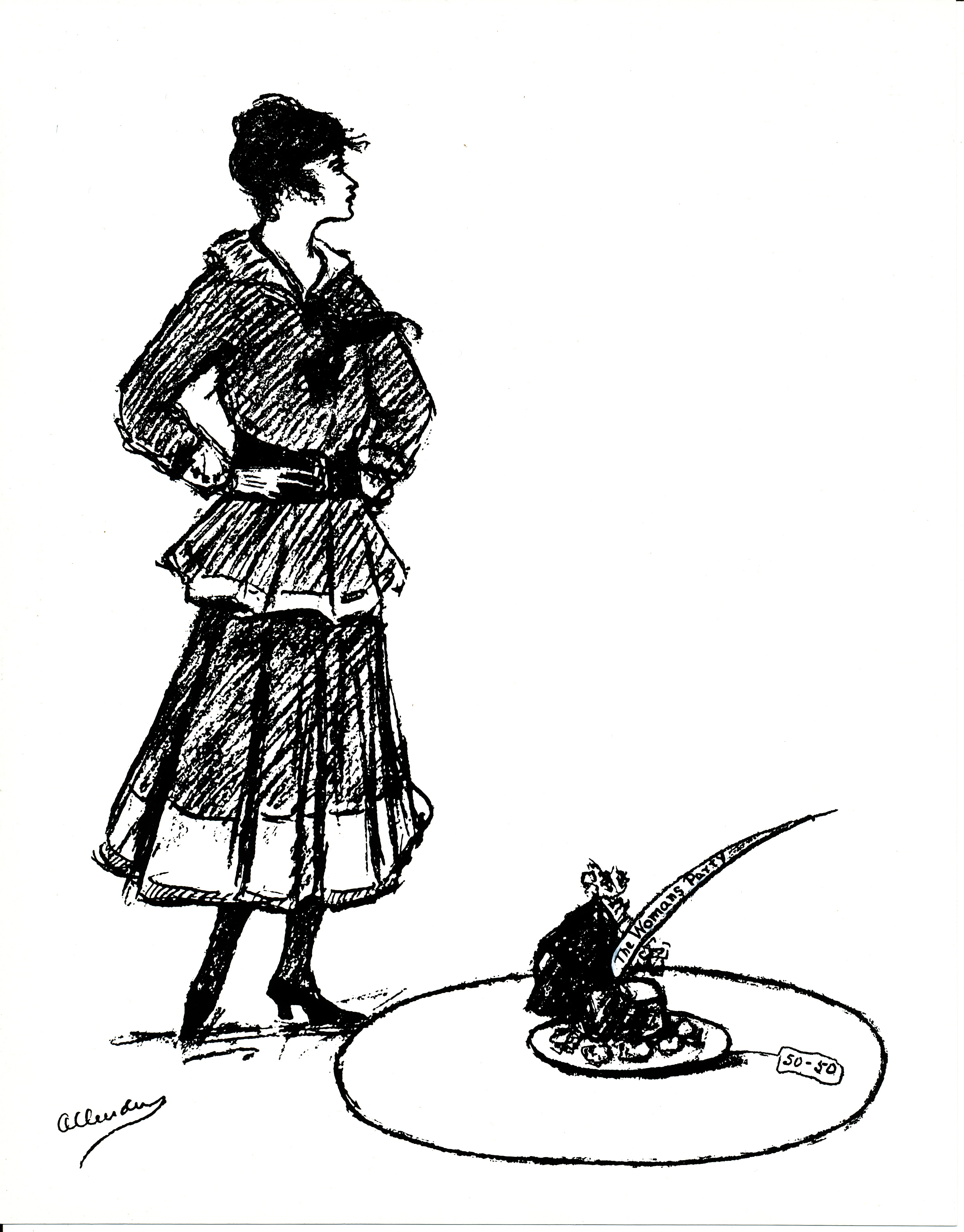
"Il nostro cappello nel cerchio", 1916

All'età di 38 anni Nina Allender fu attivamente coinvolta nella National American Woman Suffrage Association (NAWSA). Nel 1912 l'Ohio tenne un referendum sul suffragio femminile e la Allender vi si recò e si divertì a fare propaganda porta a porta, manifestando con altre suffragette. La Allender si era offerta volontaria per assistere il Comitato del Congresso della NAWSA nella pianificazione del loro corteo per il suffragio del 3 marzo 1912 a Washington. La Allender fu nominata presidente del comitato per le "riunioni all'aperto" e per "manifesti, cartoline e colori". Entro l'anno diventò presidente della District of Columbia Woman Suffrage Association e fu una relatrice di spicco in numerosi raduni locali. Nella primavera del 1913 fu presidente dello Stanton Suffrage Club, che si occupava del "Suffragio in relazione alle donne d'affari". Condivise la piattaforma dell'oratore con la futura deputata Jeannette Rankin, una delle circa 14 donne che rappresentavano più stati per incontrare il presidente Woodrow Wilson in una deputazione sul suffragio.
Nel 1913 Eva e Nina furono reclutate nell'Unione del Congresso della NAWSA, in seguito National Woman's Party da Alice Paul mentre era a Washington per guidare il Comitato del Congresso della NAWSA. Inez Haynes Irwin dichiarò che sia Eva che Nina avevano subito accettato di fare donazioni finanziarie mensili e di fare volontariato per l'organizzazione.
Nell'aprile 1914 si trasferì temporaneamente a Wilmington, nel Delaware, per dirigere l'Unione del Congresso del Delaware per il pari suffragio e per coordinare una parata il 2 maggio. Un anno dopo era nel consiglio consultivo dell'Unione nazionale del Congresso per il suffragio femminile e divenne presidente del ramo locale recentemente organizzato dell'Unione del Congresso. In un comunicato stampa sul suffragio, fu identificata come uno dei sei "oratori di strada di livello più alto" di tutta la campagna per il suffragio. Il 9 dicembre 1915 fu selezionata per presiedere una riunione dei presidenti e degli ufficiali statali.
Nel 1916 la Allender era un delegato ufficiale alla convention di Chicago del National Woman's Party appena lanciato. Quell'autunno fu inviata dal National Woman's Party a fare pressioni nel Wyoming per l'Emendamento Federale. Quando il National Woman's Party iniziò a picchettare la Casa Bianca per fare pressione sul Presidente Wilson, lei si unì al picchetto e si offrì come delegata a una grande parata per il suffragio. Il 14 febbraio 1917 il National Woman's Party inviò Biglietti di San Valentino, da lei disegnati, al presidente Wilson e ai legislatori, come appello più morbido nella campagna per ottenere il diritto di voto alle donne.

### Vignettista per il National Woman's Party

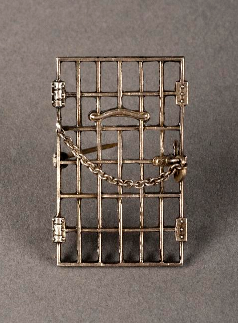
La spilla "Incarcerata per la libertà" di Amelia Himes Walker, 1917

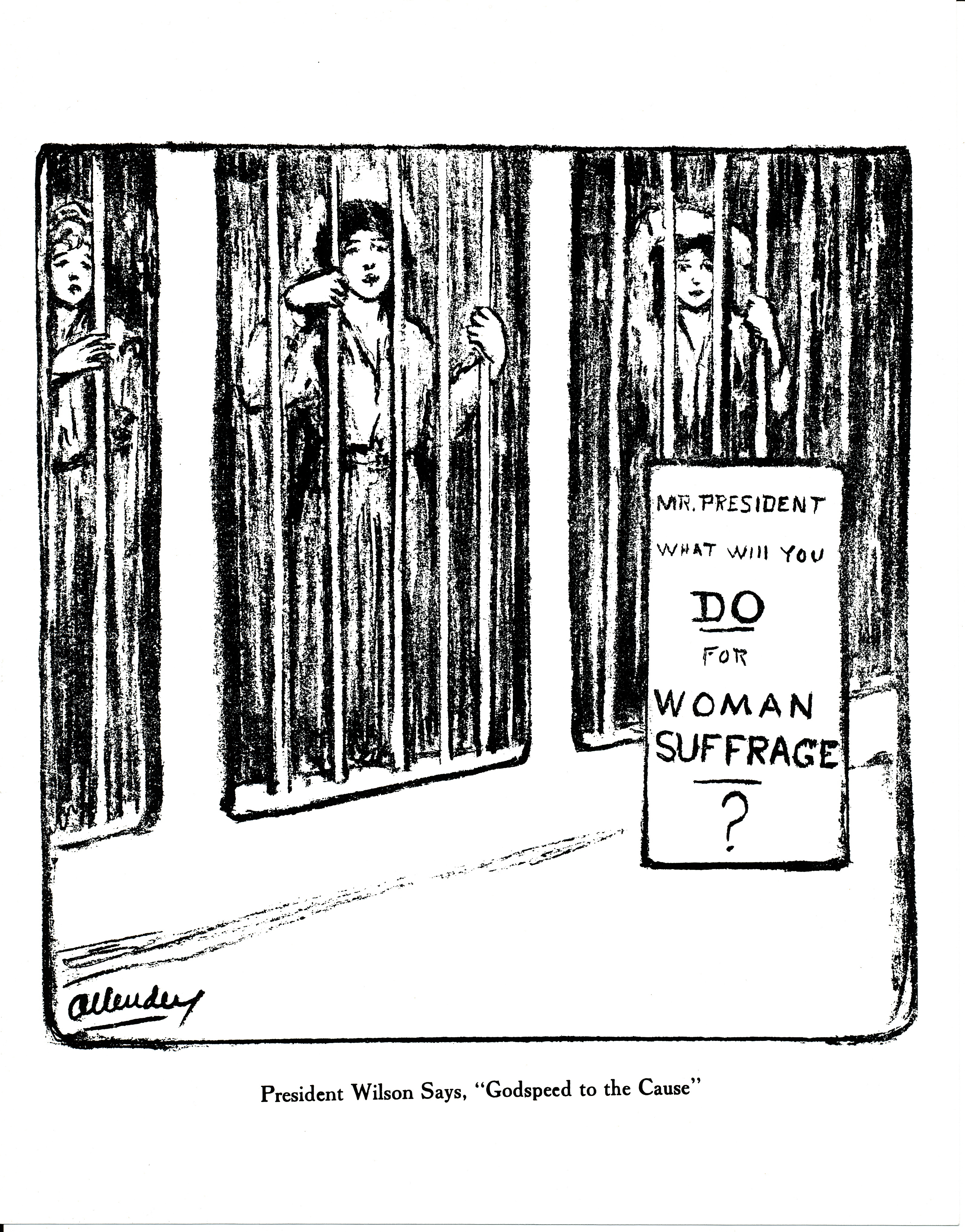
Il presidente Wilson dice, "Buona fortuna alla causa", 1917. Pubblicato su The Suffragist il 3 ottobre 1917

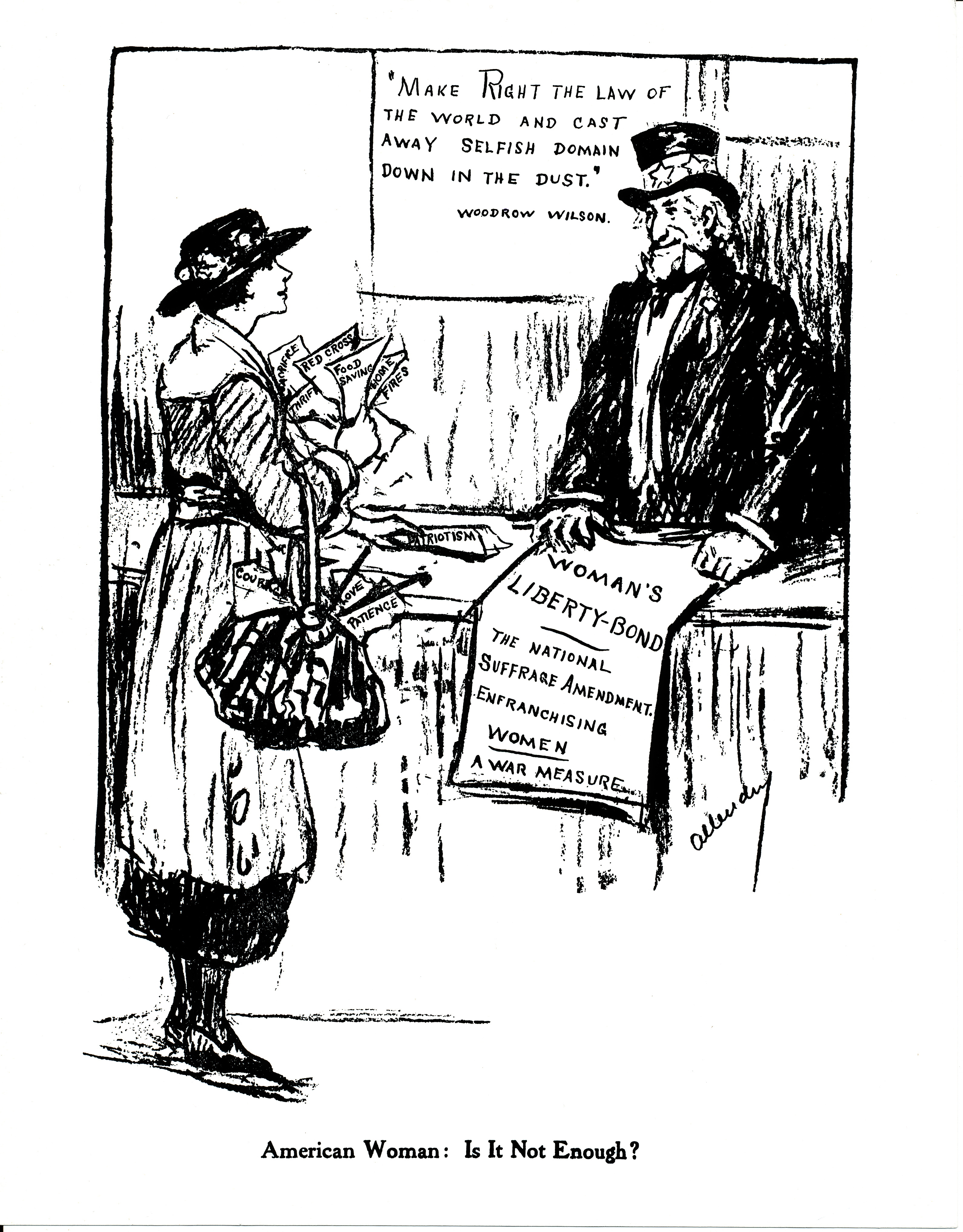
"Donna Americana: Non è abbastanza?", 1918

Parte integrante delle campagne per i diritti delle donne e per il suffragio erano i suoi giornali. Il Woman's Journal fu fondato nel 1870 per l'American Woman Suffrage Association. Quando nel 1890 l'organizzazione si fuse con la Anthony-Stanton National Woman Suffrage Association, il Woman's Journal ne divenne il canale di notizie e propaganda. L'Unione del Congresso sotto Alice Paul fondò il proprio periodico, The Suffragist, nel 1913. La Allender fu l'artista chiave per la pubblicazione che conteneva vignette politiche. Gli scrittori erano Alice Paul e Rheta Childe Dorr, l'editore fondatore, che venne a Washington su sollecitazione di Paul e Lucy Burns, un'altra leader del suffragio. La Allender, dopo essere stata persuasa dalla Paul, scoprì di avere un talento per disegnare vignette umoristiche e divenne la "fumettista ufficiale" di The Suffragist. La sua prima vignetta politica, che ritraeva la campagna e il bisogno delle donne di votare, fu pubblicata nel numero del 6 giugno 1914 su carta pesante 10 "x 13". L'intera prima pagina fu successivamente occupata da una vignetta di Nina Allender. Una revisione del suo lavoro del 1918 ammetteva che il suo primo periodo "si occupava di vecchi testi di suffragio, cercando ancora di dimostrare che il posto di quella donna non era più in casa".

Le vignette americaned dell'inizio del XX secolo avevano apprezzato la Gibson Girl di Charles Dana Gibson e la Brinkley Girl di Nell Brinkley. Alla Allender fu attribuito il merito di aver prodotto 287 vignette politiche sul suffragio. La sua rappresentazione della "Ragazza Allender" catturava l'immagine di una donna americana giovane e capace, che incarnava "il nuovo spirito entrato nel movimento per il suffragio quando Alice Paul e Lucy Burns erano arrivate nella capitale nazionale nel 1913".
("The Suffragist' come mezzo pubblicitario". The Suffragist)
L'immagine pubblica di una sostenitrice dei diritti delle donne è cambiata attraverso la rappresentazione della Allender della giovane donna elegante, attraente e devota, come la New Woman istruita, moderna e più libera. Altri soggetti nelle sue vignette erano i Membri del Congresso, lo zio Sam e i simboli per l'emendamento del suffragio femminile furono usati nella pubblicazione per promuovere gli sforzi del National Women's Party e comunicare gli eventi del movimento per i diritti delle donne.
La Allender disegnò la spilla "Jailed for Freedom", che veniva conferita alle donne che sono state incarcerate a partire dal luglio 1917 per le loro attività di campagna e picchettaggio. È stata nominata la spilla "Jailed for Freedom" di Amelia Himes Walker, in riconoscimento del periodo di due mesi in cui l'attivista per i diritti della donna era stata imprigionata nell'Occoquan Workhouse e dell'incarcerazione e degli abusi subiti da altre suffragette.
La copertina del numero del 1 settembre 1920 di The Suffragist aveva la Vittoria della Allender a simboleggiare il raggiungimento del diritto di voto. La pubblicazione fu prodotta settimanalmente fino al 1921, fu poi sostituita nel 1923 da Equal Rights, per il quale la Allender creò vignette politiche. Continuò a lavorare per la parità dei diritti dopo che le donne ebbero ottenuto il diritto di voto, inclusa la partecipazione al consiglio del NWP. Si ritirò a causa di cattive condizioni di salute nel 1946.

### Organizzazioni artistiche

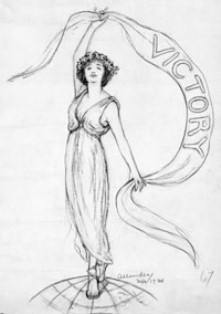
"Victory", The Suffragist, 1º settembre 1920

Nina Allender era membro delle seguenti organizzazioni artistiche:
- Arts Club of Washington, D.C.,[1][62] membro fondatore[1]
- Art Students League of Washington[62] e fu sua segretaria corrispondente all'inizio del secolo.[63]
- Beaux Arts Club[64]
- Society of Washington Artists[3][62]
- Washington Watercolor Club[62]

### Mostre
Le opere di Nina Allender sono state esposte presso:
- Arts Club of Washington[1]
- Cosmos Club of Washington[62][65]
- National Academy of Design[62]
- Pennsylvania Academy of the Fine Arts[66]
- The Society of Washington Artists[62]
- Biblioteca del Congresso.[6][62]
- Casa e museo Sewall-Belmont[67][68]

### Eredità
Dopo l'apice della crociata per il suffragio, Nina Allender rimase attiva nel National Woman's Party, continuando il suo impegno per l'uguaglianza di genere e rimase nel suo consiglio per altri due decenni.
I suoi disegni originali furono inizialmente ospitati nella Biblioteca del Congresso, fino a quando non furono reclamati dalla Sewall-Belmont House and Museum (ora Belmont-Paul Women's Equality National Monument), che era la sede del National Woman's Party. Alcuni sono stati ristampati in raccolte.
Per commemorare il 75º anniversario del Diciannovesimo Emendamento nel 1995, il Museo Nazionale delle Donne nelle Arti ospitò una mostra, "Artful Advocacy: Cartoons of the Woman Suffrage Movement" (Difesa dell'Arte: Vignette del Movimento per il Suffragio Femminile). Gli artisti in primo piano erano la Allender, Lou Rogers e Blanche Ames.